# 路易斯安那州第四國會選區
路易斯安那州第四國會選區（英語：Louisiana's 4th congressional district），是美国路易斯安那州的一個國會選區，該區位於該州西北部，位於什里夫波特-波西尔城。還包括明登、德里德和納基托什等城市。現任眾議員是邁克·約翰遜，2023年10月當選擔任眾議院議長。